# Сплавний (Виноградовський район)
Сплавний (рос. Сплавной) — селище в Виноградовському районі Архангельської області Російської Федерації.
Населення становить 81 особу. Органом місцевого самоврядування до 2021 року було Усть-Ваеньгське муніципальне утворення.

## Історія
Від 1937 року належить до Архангельської області.
Від 2004 року належить до муніципального утворення Усть-Ваеньгське муніципальне утворення.

## Населення
| 2002 | 2010 | 2012 |
| ---- | ---- | ---- |
| 116  | ↘83  | ↘81  |